# Casilda Echevarría
Casilda María Echevarría Petit (Montevideo, Uruguay, 7 de diciembre de 1956) es una abogada y política uruguaya, quien desde abril de 2020 se desempeña como Presidenta del Banco Hipotecario del Uruguay (BHU). Anteriormente ocupó el cargo de subdirectora de la Oficina de Planeamiento y Presupuesto en 1994-1995.

## Primeros años
Nació en Montevideo el 7 de diciembre de 1956.
Cursó estudios en la Facultad de Derecho de la Universidad de la República, hasta obtener el título de abogada, prestando juramento como tal en noviembre de 1981.

## Actividad universitaria
Luego de la restauración de la democracia en 1985 y del restablecimiento de la autonomía de la UDELAR, contribuyó a la formación de un grupo denominado Universitarios Independientes,con el que participó en elecciones universitarias por el orden de egresados,integrando Echevarría en distintos períodos la Asamblea del Claustro y el Consejo de la Facultad de Derecho, así como la Asamblea General del Claustro.

## Primeros cargos públicos
Fue asesora jurídica del Plan de centros de asistencia a la infancia y la familia de la Presidencia de la República,siendo coordinadora nacional del Programa de Unicef en Uruguay.
En marzo de 1993 fue designada por el presidente Luis Alberto Lacalle como integrante de la Comisión Coordinadora de la Reforma del Estado.En noviembre del mismo año, tras ser sustituida dicha comisión por un Coordinador de la Reforma del Estado, Echevarría fue nombrada para ocupar tal puesto.
También en 1993 fue delegada titular ante la Comisión Interamericana de Mujeres de la Organización de Estados Americanos (OEA).En 1995 integró la delegación oficial de Uruguay a la IV Conferencia Mundial sobre la Mujer en Beijing, China.
Integró el Consejo Directivo de la Fundación Uruguaya de Ayuda y Asistencia a la Mujer, filial de Women's World Banking,entre 1988 y 1990.

## Subdirectora de la Oficina de Planeamiento y Presupuesto
El 20 de junio de 1994, el presidente Luis Alberto Lacalle designó a Echevarría como subdirectora de la Oficina de Planeamiento y Presupuesto (OPP),sucediendo a Ana María Acosta y Lara.
Acompañando al director de dicha oficina, Javier de Haedo, permaneció en el cargo hasta la finalización del período presidencial de Lacalle.
Al asumir Julio María Sanguinetti su segundo mandato en marzo de 1995, de Haedo y Echevarría fueron sucedidos como director y subdirector de la OPP por Ariel Davrieux y Agustín Canessa respectivamente.
Echevarría permaneció durante un año como asesora del Secretario de la Presidencia del gobierno de Sanguinetti.

## Actividad periodística
Entre 1992 y 1993 colaboró en el programa Buenas tardes de Radio Sarandí,para el que fue seleccionada por concurso entre 700 postulantes.
Se desempeñó asimismo en programas periodísticos en radio El Espectador (En Perspectiva), Canal 4, Canal 10 y como columnista en el diario El País.

## Actividad privada
Trabajó en la actividad privada como consultora y asesora de empresas
Entre 2004 y 2020 fue asesora jurídica del Grupo Corporación América Uruguay (grupo Eurnekian) concesionario del Aeropuerto Internacional de Carrasco,integrando Consejos de Salarios en representación del sector empresarial aeroportuario.

## Actividad partidaria. Diputada suplente
En las elecciones internas de 2019, se sumó en calidad de coordinadora a los equipos técnicos de la campaña del precandidato presidencial por el Partido Nacional Juan Sartori,quien fue derrotado por Luis Lacalle Pou.
En las elecciones generales de octubre de ese año, integró en el sexto lugar la lista de candidatos a la Cámara de Senadores por el sublema Todo por el Pueblo, encabezado por Sartori. A su vez, figuró como tercer suplente de Sartori, primer candidato a la Cámara de Representantes por Montevideo de la hoja de votación 880.
Habiendo sido electo Sartori senador y diputado por Montevideo para la XLIX Legislatura (2020-2025) y optando por el Senado, y habiendo sido su primer suplente a la Cámara de Representantes, Álvaro Dastugue, electo diputado también por Canelones y optando por este departamento, la banca de diputado por Montevideo fue ocupada por el segundo suplente, Pablo Viana, siendo Echevarría la siguiente suplente. Sin embargo no ingresaría a cubrir suplencias durante la legislatura atento a su cargo en el BHU.

## Presidenta del Banco Hipotecario del Uruguay
Tras su victoria en la segunda vuelta de dichas elecciones celebrada en noviembre de 2019, y luego de asumir como nuevo presidente en marzo de 2020, Luis Lacalle Pou propuso a Echevarría para ocupar el cargo de presidenta del Banco Hipotecario del Uruguay (BHU).
Tras obtener la venia correspondiente de la Cámara de Senadores,el 20 de abril de 2020 fue designada como presidenta del BHU,cargo en el que ha permanecido desde entonces.

## Consejera por las Empresas Privadas en Caja de Jubilaciones y Pensiones Bancarias
Como resultado del acto eleccionario realizado el pasado 26 de noviembre de 2024, la Doctora Casilda ECHEVARRÍA fue electa como Representante Titular de las Instituciones, Empresas y Entidades Afiliadas Privadas en el Consejo Honorario para el periodo 1º de febrero de 2025 – 31 de enero de 2028. La Economista Barbara MAINZER y el Economista Fernando BARRÁN fueron electos como Primer y Segundo suplente, respectivamente.
.

## Vida personal
Es hija de Orosmán Jorge Echevarría Leúnda (1926-2016) y de Casilda María Fernanda Petit Ayala (1928-2022),quienes se casaran en 1953.Su padre fue subsecretario de Economía y Finanzas (1970), director y presidente del Banco Central del Uruguay (1970-1972) y ministro de Industria y Energía (1972).
Echevarría estuvo casada con Miguel Alberto Estrada Maschwitz, de quien se divorció y con quien tuvo tres hijos, Casilda María, Lucía María y Luis Ignacio Estrada Echevarría.